# FK Chust
FK Chust (ukr. ФК «Хуст») – ukraiński klub piłkarski, mający siedzibę w mieście Chust, w obwodzie zakarpackim, w zachodniej części kraju, grający w rozgrywkach ukraińskiej Perszej ligi.

## Historia
Chronologia nazw:
- 1930: SK Chust (ukr. СК (Хуст), cz. Športový Klub Chust, ŠK (Chust))
- 1935: Ruś Chust (ukr. СК «Русь» (Хуст), cz. ŠK Rusj Chust, ŠK Rusj (Chust))
- 1938: Ruś Chust (ukr. СК «Русь» (Хуст), węg. Huszti RSC [Ruszin Sport Club], SK Rusj (Huszt))
- 1944: klub rozwiązano
- 1945: Bilszowyk Chust (ukr. ФК ««Більшовик» Хуст)
- 1953: Iskra Chust (ukr. ФК ««Іскра» Хуст)
- 1959: Awanhard Chust (ukr. ФК ««Авангард» Хуст)
- 1964: Budiwelnyk Chust (ukr. ФК «Будівельник» Хуст)
- 1968: Mebelnyk Chust (ukr. ФК «Мебельник» Хуст)
- 1981: Kooperator Chust (ukr. ФК «Кооператор» Хуст)
- 1990: Andezyt Chust (ukr. ФК «Андезит» Хуст)
- 1992: Fetrowyk Chust (ukr. ФК «Фетровик» Хуст)
- 1997: SK Chust (ukr. СК «Хуст»)
- 2002: Ruś Chust (ukr. СК «Русь» Хуст)
- 2007: klub rozwiązano
- 2011: Narcys Chust (ukr. ФК «Нарцис» Хуст)
- 2012: klub rozwiązano
- 2019: FK Chust (ukr. ФК «Хуст»)

Klub sportowy o nazwie SK został założony w Chuście w 1930 roku. W 1935 klub zmienił nazwę na SK Ruś. Zespół występował w mistrzostwach Podkarpackiej piłkarskiej żupy. Dwukrotnie, w latach 1936-1938, wygrał turniej strefowy (Dywizja Wschodniosłowacko-Podkarpacka) mistrzostw Czechosłowacji. W latach 1938–1939 do zespołu dołączyło wielu czołowych piłkarzy z okupowanych przez Węgry klubów z Użhoroda i Mukaczewa, a Ruś stała się najsilniejszym klubem na Zakarpaciu, ale dalszy rozwój zahamowała wojna.
Od 1945 roku klub brał udział w mistrzostwach obwodu zakarpackiego w ramach ZSRR, wielokrotnie zdobywał tytuł mistrza obwodu. Klub nosił radzieckie nazwy Bilszowyk, Iskra, Awanhard. W 1965 roku drużyna Chustu, zwana Budiwelnyk, dotarła do finału mistrzostw Ukraińskiej SRR wśród amatorów, gdzie zdobyła brązowe medale, trenerem drużyny był Josyp Fiłak, a kapitanem był Mychajło Dowżanin. W 1968 roku już miasto reprezentował w mistrzostwach obwodu Mebelnyk. W 1981 roku klub przyjął nazwę Kooperator.
Od początku rozrywek piłkarskich w niezależnej Ukrainie klub pod nazwą Andezyt występował w Przejściowej Lidze Mistrzostw Ukrainy. W pierwszym sezonie zajął wysokie 5.miejsce w grupie A, które jednak nie premiowało awansem. Dalej z nazwą Fetrowyk kontynuował występy w Przejściowej Lidze. Podczas przerwy zimowej sezonu 1994/1995 klub zrezygnował z dalszych występów na poziomie profesjonalnym i został pozbawiony statusu klubu profesjonalnego.
Potem zespół występował w mistrzostwach i Pucharu obwodu zakarpackiego. W 1997 roku zmienił nazwę na SK Chust. W 2002 roku klub przywrócił historyczną nazwę Ruś. Po zakończeniu sezonu 2007 klub został rozwiązany.
W sezonach 2011-2012 w mistrzostwach i pucharze grała drużyna z nazwą Narcys (Chust). Na początku 2011 w mieście również został utworzony klub Obołoń Chust, który grał w latach 2011-2012 w rozgrywkach Pierwszej ligi, a potem do 2018 w Wyższej lidze obwodu zakarpackiego.
W 2019 klub FK Chust został reaktywowany. W debiutowym sezonie zajął trzecie miejsce w Pierwszej lidze obwodu zakarpackiego i awansował do Wyższej ligi.

## Barwy klubowe, strój, herb, hymn
|  |  |

Klub ma barwy czerwono-białe. Piłkarze domowe spotkania zazwyczaj grają w czerwonych koszulkach, czerwonych spodenkach oraz czerwonych getrach.

## Sukcesy

### Trofea międzynarodowe
Do chwili obecnej klub jeszcze nigdy nie zakwalifikował się do rozgrywek europejskich.

### Trofea krajowe
| \| \| Zdobyte trofea w rozgrywkach Ukrainy (stan na: 31-05-2021) \| |                                                            |      |          |
| Rozgrywki                                                           | Osiągnięcie                                                | Razy | Sezon(y) |
| · Mistrzostwo                                                       | I miejsce                                                  | 0    |          |
| · Mistrzostwo                                                       | II miejsce                                                 | 0    |          |
| · Mistrzostwo                                                       | III miejsce                                                | 0    |          |
| Puchar                                                              | zdobywca                                                   | 0    |          |
| Puchar                                                              | finalista                                                  | 0    |          |
| Puchar                                                              | 1/32 finału                                                | 1    | 1994/95  |
| II liga                                                             | I miejsce                                                  | 0    |          |
| II liga                                                             | II miejsce                                                 | 0    |          |
| II liga                                                             | III miejsce                                                | 0    |          |
| Ukraina                                                             | Zdobyte trofea w rozgrywkach Ukrainy (stan na: 31-05-2021) |      |          |

- Perehidna liha (D3):
  - 5. miejsce (1x): 1992 (A)

- Mistrzostwa Ukraińskiej SRR wśród amatorów:
  - 3. miejsce (1x): 1965

- Mistrzostwa obwodu zakarpackiego:
  - mistrz (7x): 1959, 1960, 1964, 1965, 1968, 1982, 1987
  - wicemistrz (4x): 2000, 2002, 2006, 2020
  - 3. miejsce (6x): 1997/98, 1999, 2001, 2003, 2004, 2005

- Puchar obwodu zakarpackiego:
  - zdobywca (2x): 1991, 2002

1986, 1999, 2001, 2003

## Poszczególne sezony

### Rozgrywki międzynarodowe

#### Europejskie puchary
Nie uczestniczył w rozgrywkach europejskich.

### Rozgrywki krajowe
| \| Ukraina \| Bilans występów klubu w rozgrywkach piłkarskich Ukrainy (Stan na 22 lipca 2021 r.) \| \| |                                                                                    |        |       |   |   |   |    |    |     |           |        |        |      |
| Poziom                                                                                                 | Rozgrywki                                                                          | Sezony | Mecze | Z | R | P | B+ | B– | Pkt | Lata      | Awanse | Spadki | Naj. |
| I | Premier-liha                                                                       | 0      |       |   |   |   |    |    |     |           | 0      | 0      |      |
| II | Persza liha                                                                        | 0      |       |   |   |   |    |    |     |           | 0      | 0      |      |
| III | Druha liha                                                                         | 1      |       |   |   |   |    |    |     | 1992      | 0      | 1      | 5    |
| IV | Amatorska liha                                                                     | 3      |       |   |   |   |    |    |     | 1992–1995 | 0      | 1      | 12   |
| | Puchar Ukrainy                                                                     | 1      |       |   |   |   |    |    |     |           | 0      | 0      | 1/32 |
| Ukraina                                                                                                | Bilans występów klubu w rozgrywkach piłkarskich Ukrainy (Stan na 22 lipca 2021 r.) |        |       |   |   |   |    |    |     |           |        |        |      |

## Piłkarze, trenerzy, prezydenci i właściciele klubu

### Trenerzy
- 2020–...:  Iwan Szanta

### Prezydenci
- 2019–...:  Mychajlo Madiarczyk

## Struktura klubu

### Stadion
Klub piłkarski rozgrywa swoje mecze domowe na stadionie Karpaty w Chuście, który może pomieścić 5200 widzów.

## Kibice i rywalizacja z innymi klubami

### Derby
- Huszti LSE
- Munkácsi LSE
- Ruś Użhorod